# Cypraea zebra
Cypraea zebra är en snäckart som beskrevs av Carl von Linné 1758. Cypraea zebra ingår i släktet Cypraea och familjen Cypraeidae.

## Underarter
Arten delas in i följande underarter:
- C. z. dissimilis
- C. z. vallei
- C. z. zebra